# Mazeppa, or the Wild Horse of Tartary
Mazeppa, or the Wild Horse of Tartary è un cortometraggio muto del 1910 diretto da Francis Boggs.
Il poema di Byron era già stato portato sullo schermo due anni prima, nel 1908, da Frank Dudley, un regista britannico che aveva firmato Mazeppa, un corto della Walturdaw.

## Produzione
Il film fu prodotto dalla Selig Polyscope Company.

## Distribuzione
Distribuito dalla General Film Company, il film - un cortometraggio in una bobina - uscì nelle sale cinematografiche statunitensi il 21 luglio 1910.